# Видеоклип
Видеокли́п, видеоро́лик или просто клип (от англ. clip) — непродолжительная по времени художественно составленная последовательность кадров.

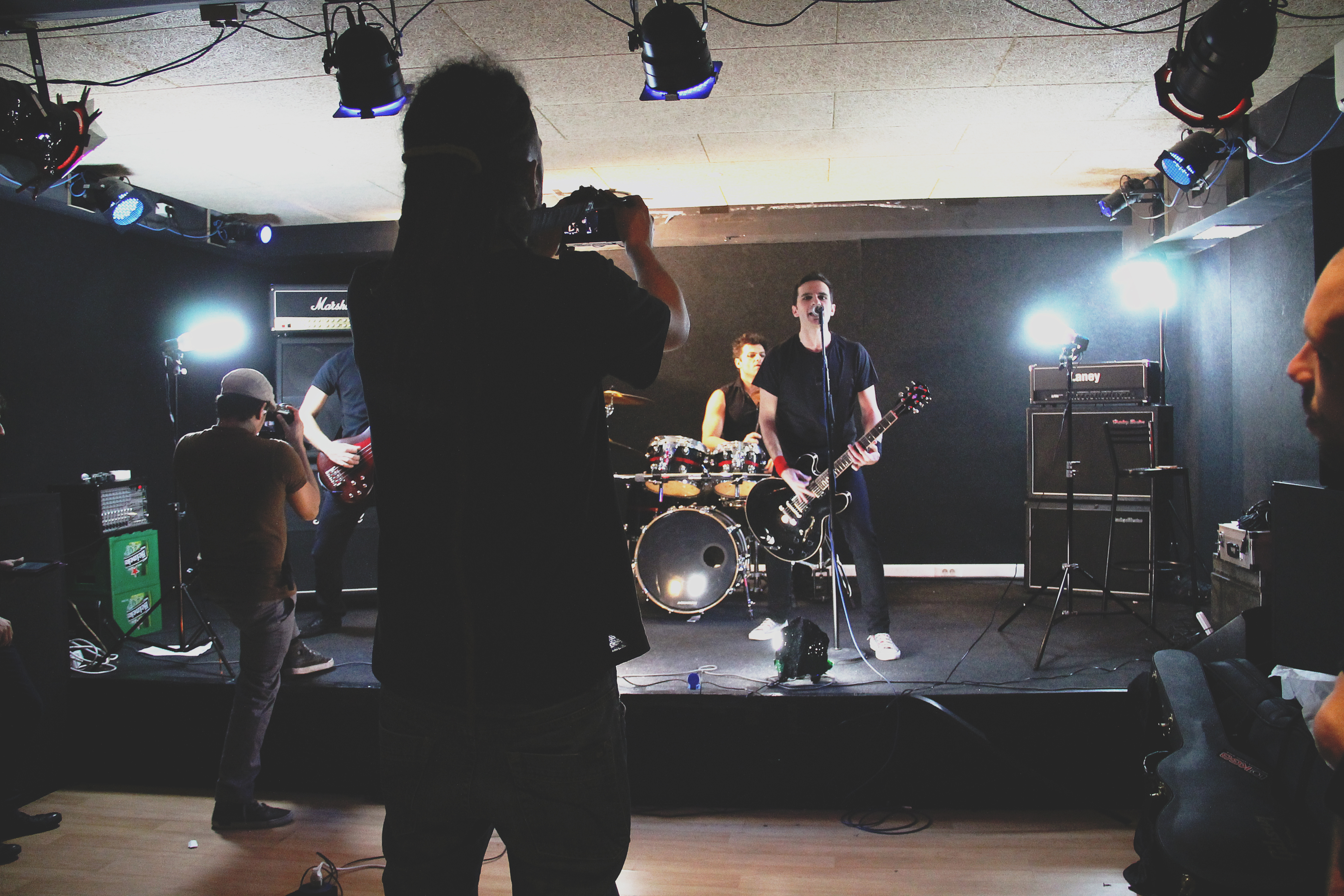
Пример создания видеоклипа

Видеоклипы наиболее часто применяются для рекламы товаров и услуг и для визуального сопровождения аудиокомпозиций на телевидении.
Искусство съёмки и монтажа видеоклипов выделяют как отдельный короткометражный подвид киноискусства.
Клипы обычно имеют более «дробный» монтаж, по сравнению с короткометражным кино, и в них более часто используются спецэффекты.

## Музыкальные видеоклипы
Музыкальный видеоклип предназначен для иллюстрации песни или музыкальной композиции. Видеоклипы в основном снимаются для показа по ТВ или в сети Интернет. Также кадры из клипов часто сопровождают исполнение песни на концертах. Они используются для продвижения альбома или сингла на ТВ.
Первые видеоклипы в формате короткометражных фильмов на музыку появились ещё в начале XX века, но настоящее развитие получили в 60-е на BBC (одни из первых видеоклипов в истории поп-музыки были сняты для The Beatles в ноябре 1965 года на базе студии InterTel — фактически первой видеостудии в Европе). С распространением телевидения клипы стали важной частью продвижения артиста. Прежде поклонники могли увидеть своих кумиров в основном на концертах и фотографиях, теперь же для исполнителей поп-музыки стало так же важно снимать качественные и оригинальные видеоклипы, как и выступать вживую. Важнейшим событием в истории музыкального видеоклипа стало появление в 1979 году телеканала MTV, который отшлифовал современную культуру видеоклипа.
Музыкальные видеоклипы популярных исполнителей снимают профессиональные режиссёры-клипмейкеры. Отдельные клипы по бюджету могут превышать несколько миллионов долларов. В дорогих клипах задействуются профессиональные актёры, спецэффекты, компьютерная графика. В то же время, существуют такие разновидности музыкальных видеоклипов, как концертный клип (профессиональная запись фрагмента концерта, используемая для продвижения на ТВ) и анимационный клип, в котором под музыку наложен анимированный видеоряд.

## Киноклип
Видеоклипы, как вид искусства, вышли из полнометражного кино 1970-х годов, которое искало новые формы мюзиклов и яркую подачу музыкального материала. В таких фильмах режиссёры применяли приёмы компоновки видеоряда на основе песни, используя сцены и эффекты, напрямую не связанные с текущим сюжетом. Примеры фильмов клипового формата:
- «Help!» (1965) — The Beatles
- «Волшебное таинственное путешествие» (1967) — The Beatles
- «Стена» (1982) (англ. Pink Floyd The Wall) — кинофильм режиссёра Алана Паркера по сценарию Роджера Уотерса.
- «Сезон чудес» (1985) — художественный, музыкальный фильм режиссёра Георгия Юнгвальд-Хилькевича по повести Сергея Абрамова «Мелодия раннего утра».
- «Выше Радуги» (1986) — музыкальный художественный фильм по одноимённой повести Сергея Абрамова; снят в Таллине (Эстония) Одесской киностудией.
- «А́сса» (1987) — фильм Сергея Соловьёва, первая часть трилогии режиссёра «Асса».

Киноклипы (независимые эпизоды полнометражного кино) с таким видеодизайном впоследствии использовались, как отдельные законченные произведения. И в таком виде широко транслировались на ТВ и выпускались на видеоносителях.